# Confession du pécheur justifié
Confession du pécheur justifié (The Private Memoirs and Confessions of a Justified Sinner) est un roman gothique et satirique de l'écrivain écossais James Hogg, publié de façon anonyme en 1824. 

## Historique
Longtemps méconnu en France, c'est André Gide qui attire l'attention de la critique sur ce roman, signant une introduction pour la réédition anglaise en 1947. Cette introduction est reprise deux ans plus tard dans la première édition française de l'œuvre traduite par Dominique Aury. 

## Résumé
Dans une Écosse historiquement bien située (le texte donne des dates et cite des événements importants), le mariage entre la jeune Rabina Orde et le plus âgé George Colwan, Laird de Dalcastle, est rapidement un échec. Elle est pieuse et calviniste, il est un bon vivant et épicurien. Elle est intransigeante et dévote ; il aime les fêtes débraillées où l'alcool coule à flots. 
Rabina donne néanmoins naissance à deux enfants.  George, l'aîné, est élevé par son père et devient un gaillard qui aime le sport, la compagnie de joyeux lurons et qui réussit dans tous les domaines. Robert, le cadet, éduqué par sa mère et le révérend pasteur Wrighim, est bientôt destiné aux ordres.
Les deux frères se rencontrent pour la première fois à Édimbourg alors qu'ils sont adultes. Leurs caractères opposés provoquent une antipathie mutuelle et tenace.
Un matin, George est retrouvé mort dans des circonstances qui laissent croire à sa participation à un duel. Le vieux laird est frappé de plein fouet par cette tragédie et meurt peu après. Robert hérite du titre et du domaine, mais le bruit court qu'il serait l'assassin de son propre frère. Bientôt, les preuves s'accumulent contre lui, mais il s'enfuit avant que la justice ne lui mette la main au collet.
La seconde partie du roman est, sous forme de mémoires, la confession de Robert Colwan, le pécheur justifié. Il y révèle qu'à l'âge de 17 ans, le pasteur Wrighim, qu'il considère comme son père adoptif, lui a permis de rencontrer un étranger aux pouvoirs surnaturels.

## Particularités du récit
L'intérêt du livre réside notamment dans sa structure très moderne. Le texte est publié comme une présentation d'une source du siècle précédent, introduite par un éditeur anonyme.
Le style est dans un anglais écossais qui est habituellement la langue écrite usuelle de textes non littéraires.
Georges Bataille, qui écrit en 1949 un article élogieux sur l'ouvrage dans la revue Critique, s'inspire de ce roman pour son récit intitulé L'Abbé C. (1950), troublante histoire de deux frères, dont l'un se prénomme aussi Robert. On retrouve dans ces deux romans le même dédoublement monstrueux, illustration de la folie inhérente à la figure du double, conduisant jusqu'au crime, la même confusion des identités des personnages et une narration à la fois énigmatique et polyphonique.
D'un point de vue formel, le roman de Hogg (comme celui de Bataille) présente une structure narrative polyphonique, usant du procédé de mise en abîme de récits s'emboîtant les uns dans les autres, avec la découverte et l'édition (fictive) du journal d'un mort. Il se compose à partir de trois voix : le récit d'un chroniqueur ; les mémoires et la confession du pécheur justifié, Robert ; un épilogue rédigé un siècle plus tard et indiquant les circonstances de la découverte de ces mémoires, avec une lettre de l'auteur lui-même.

## Éditions françaises
- Les Confessions d'un fanatique, traduit par Jacques Papy, Lausanne, Éditions Marguerat, 1948 ; réédition sous le titre Les Confessions d'un fanatique ou Mémoires intimes et confessions d'un pécheur justifié, Rennes, Terre de brume, collection « Terres fantastiques », 1998
- Confession du pécheur justifié, traduit par Dominique Aury, avec un avant-propos de André Gide, Paris, Éditions Charlot, 1949
- Confession du pécheur justifié, traduit par Dominique Aury, Verviers, Éditions Marabout, « Bibliothèque Marabout ». Fantastique no 596, 1976
- Confession du pécheur justifié, traduit par Dominique Aury, Paris, Éditions Gallimard, « L'Imaginaire » no 186, 1987

## Adaptation
- 1985 : Le Journal intime d'un pécheur (Osobisty pamiętnik grzesznika przez niego samego spisany), film polonais de Wojciech Has

## Sources
- Laffont - Bompiani, Le Nouveau Dictionnaire des œuvres de tous les temps et de tous les pays, vol. II, Paris, Éditions Robert Laffont, « Bouquins », 1994, p. 1362.